# Casearia tremula
Casearia tremula (Griseb.) Griseb. ex C.Wright – gatunek rośliny z rodziny wierzbowatych (Salicaceae Mirb.). Występuje naturalnie na Antylach oraz na obszarze od Meksyku przez Gwatemalę, Belize, Nikaraguę, Kostarykę, Kolumbię po Wenezuelę. 

## Morfologia
PokrójZrzucające liście drzewo lub krzew dorastające do 3–10 m wysokości.
LiścieBlaszka liściowa ma kształt od eliptycznego do podługowatego. Mierzy 6–14 cm długości oraz 2,5–6,5 cm szerokości, jest karbowana na brzegu, ma klinową nasadę i wierzchołek od ostrego do spiczastego. Ogonek liściowy jest nagi i dorasta do 10–25 mm długości.
KwiatySą zebrane po 4–10 w pęczki, rozwijają się w kątach pędów. Mają 5 lub 6 działek kielicha o owalnym kształcie i dorastających do 4–6 mm długości. Kwiaty mają 15–19 pręcików.
OwoceMają kulistawy kształt i osiągają 3–4 cm średnicy.

## Biologia i ekologia
Rośnie w lasach zrzucających liście. Występuje na wysokości do 600 m n.p.m.